# Hypsiscopus matannensis
Hypsiscopus matannensis es una especie de serpientes de la familia Homalopsidae.

## Distribución geográfica yhábitat
Es endémica de Célebes (Indonesia).